# 決死隊 (映画)
『決死隊』（けっしたい、原題・英語: The Rough Riders、別題・The Trumpet Calls）は、1927年に製作・公開されたアメリカ合衆国の映画である。
ヴィクター・フレミングによって製作されたセオドア・ルーズベルトの軍事部隊がキューバで活動するフィクション作品である。
この映画の一部、もしくは断片がアメリカ議会図書館とニューヨーク近代美術館に収蔵されている。

## キャスト
- Stuart Van Brunt：チャールズ・ファーレル
- Dolly：メアリー・アスター
- Hell's Bells：ノア・ビアリー・Sr
- Happy Joe：ジョージ・バンクロフト
- Bert Henley：チャールズ・エメット・マック
- セオドア・ルーズベルト：フランク・ホッパー（Frank Hopper、別の情報源ではFrank Hooper
- ロナルド・ウッド ：フレッド・リンジー
- Stanton軍曹：フレッド・コーラー